# Hans von Ahlfen

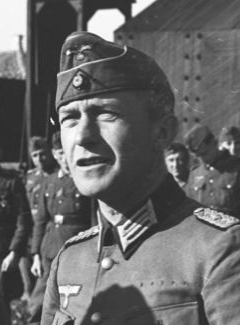
Hans von Ahlfen ca locotenent-colonel în 1942

Hans von Ahlfen (n. 20 februarie 1897, Berlin, Imperiul German – d. 11 septembrie 1966, Oberndorf am Neckar, Republica Federală Germania, Germania) a fost un general-maior din Wehrmacht, care a devenit cunoscut la sfârșitul celui de-al Doilea Război Mondial în calitate de comandant al Fortăreței Breslau, care era încercuită în acea vreme de Armata Sovietică. După război, s-a remarcat ca autor al mai multor cărți și articole în care și-a relatat experiențele de război și a realizat o analiză a evenimentelor militare din cursul anului 1945.

## Biografie

### Începutul carierei militare
Născut la Berlin pe 20 februarie 1897, Ahlfen s-a înrolat pe 17 august 1914, la începutul Primului Război Mondial, ca voluntar în Batalionul 2 Pionieri de Rezervă al Armatei Prusace și la 13 octombrie 1914 a devenit Gefreiter. Pe 20 octombrie 1914 a fost transferat în compania a 2-a a Batalionului 2 Pionieri Pomeranieni și a fost avansat acolo la 13 noiembrie 1914 la gradul de Unteroffizier și la 22 martie 1915 cu începere de la data de 12 noiembrie 1914 la gradul de locotenent (Leutnant). În perioada următoare a servit ca adjutant al comandantului pionierilor în cadrul comandamentului Armatei de Sud și al Armatei de la Bug și de la 1 august 1916 ca adjutant al comandantului pionierilor din Armata a 10-a. După alte câteva scurte însărcinări începând din februarie 1918, Ahlfen a devenit pe 15 aprilie 1918 comandantul trenurilor blindate ale Diviziei Baltice.
Până în primăvara anului 1921 Ahlfen a rămas comandant al mai multor trenuri blindate (nr. 21, 30, 44) și a fost păstrat ca militar profesionist în Reichswehr. A deținut funcții de comandă în cadrul mai multor companii și a fost instructor la Școala de Ofițeri de Infanterie de la München. În perioada 1 octombrie 1922 - 31 decembrie 1928 a făcut parte din nou din Batalionul 2 Pionieri (Prusac), cu excepția unei perioade în care a fost transferat în Regimentul 5 Cavalerie (Prusac) (1923-1925). În acest timp Ahlfen a urmat cursuri de pregătire organizate în cadrul Diviziei a 2-a și a fost înaintat la 31 iulie 1925 la gradul de Oberleutnant. Ahlfen a desfășurat ulterior, până la sfârșitul lunii februarie 1932, o activitate de ofițer de stat major în calitate de adjutant al comandantului pionierilor din Gruppenkommando 1. În această perioadă a fost avansat la gradul de căpitan la 1 martie 1931. A urmat cursuri de pregătire la Școala de Pionieri (1-28 februarie 1932) și a fost comandant de companie în Batalionul 5 Pionieri (1932-1934) și în Batalionul de Pionieri Münden (numit după orașul Hann. Münden, apoi redenumit Batalionul 9 Pionieri) (1934-1935).
De la 1 august 1935 până la sfârșitul lunii august 1937 Ahlfen a fost profesor la Academia Militară din Berlin și, cu gradul de maior (avansat la 1 ianuarie 1936), a fost cooptat la 1 septembrie 1937 în cadrul Ministerului de Război al Reich-ului, unde a deținut diferite poziții, în special pe cea de șef al echipei de inspecție a pionierilor (12 octombrie 1937 - 15 iunie 1940). A fost avansat la gradul de locotenent-colonel la 1 martie 1939.

### Al Doilea Război Mondial

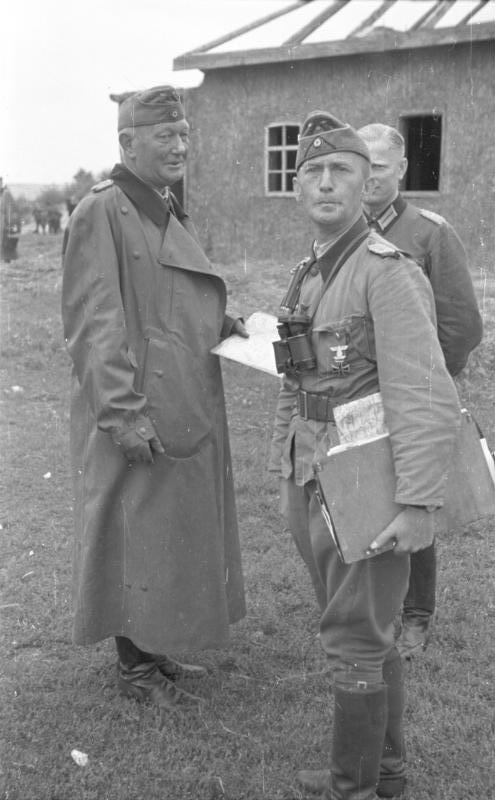
Hans von Ahlfen pe 7 septembrie 1941 la Kremenciuk (Ucraina)

La începutul celui de-al Doilea Război Mondial, Ahlfen a desfășurat inițial o activitate similară, activând, printre altele, în perioada 15 iunie - 1 iulie 1940, ca ofițer de stat major pentru trupele de pionieri în cadrul Oberkommando des Heeres (Înaltul Comandament al Armatei de Uscat). La 1 iulie 1940 a preluat comanda Batalionului 40 Pionieri (motorizat) și la 5 ianuarie 1942 a la personalul Regimentului 617 Pionieri (motorizat). La puțin timp după aceea, la 1 februarie 1942, Ahlfen a fost avansat la gradul de colonel. Din 30 iulie 1942 până la 1 iulie 1943 a fost ofițer în Statul Major al Grupului de Armate Don, apoi a devenit comandant al trupelor de pionieri din cadrul Înaltului Comandament Militar din Norvegia (1 iulie 1943 - 5 octombrie 1944). În timpul operațiunii Bagration colonelul Ahlfen a fost detașat temporar (27 iulie - 16 septembrie 1944) pe post de comandant al pionierilor din Armata a 9-a, aflată sub comanda General der Panzertruppe Nikolaus von Vormann. În 5 octombrie 1944 Ahlfen a fost trecut în rezerva de comandanți a Wehrmacht-ului (Führerreserve), dar a urmat în același timp un curs pentru comandanții de diviziii (19 octombrie - 10 noiembrie 1944). La 10 noiembrie 1944 a fost numit comandant al Formațiunii de Blocare von Ahlfen în cadrul Grupului de Armate Don și în același timp comandant al Brigăzii 70 Pionieri.
După avansarea sa la gradul de general-maior la 30 ianuarie 1945, Ahlfen a fost numit la 2 februarie 1945 în postul de comandant al garnizoanei din fortăreața Breslau, care, conform ordinelor lui Hitler, trebuia apărată cu orice preț. De fapt, era plănuit ca generalul-maior Johannes Krause să preia acest post, dar din moment ce acesta era bolnav, feldmareșalul Ferdinand Schörner, comandantul Grupului de Armate Centru, l-a numit pe Ahlfen. Orașul a fost încercuit din 15 februarie 1945 de Armata Roșie. Ahlfen a intrat curând în conflict cu Gauleiterul Karl Hanke, care, fiind declarat de Hitler comandant al bătăliei, a preluat abuziv o parte din atribuțiile lui Ahlfen. Gauleiterul a susținut o serie de măsuri militare, pe care Ahlfen le-a considerat nerealiste și vulnerabile, precum intervenția unor trupe de parașutiști și organizarea unui pod aerian. Hanke a intervenit direct la Hitler și a obținut înlocuirea lui Ahlfen. La 8 martie 1945 generalul de infanterie Hermann Niehoff a preluat comanda fortăreței. Asediul orașului Breslau a mai durat două luni și s-a soldat cu pierderi mari de ambele părți; orașul a fost apărat parțial de bătrânii din trupele Volkssturm și de băieții din Hitlerjugend, iar apărarea antiaeriană a orașului a fost anemică.
După ce nu a fost folosit timp de câteva săptămâni, Ahlfen a primit, la 25 martie 1945, postul de comandant al pionierilor din Grupul de Armate B. La 17 aprilie 1945 a fost capturat de forțele militare occidentale și s-a aflat în captivitate până la 30 iunie 1947.

### Autor de cărți de război în perioada postbelică

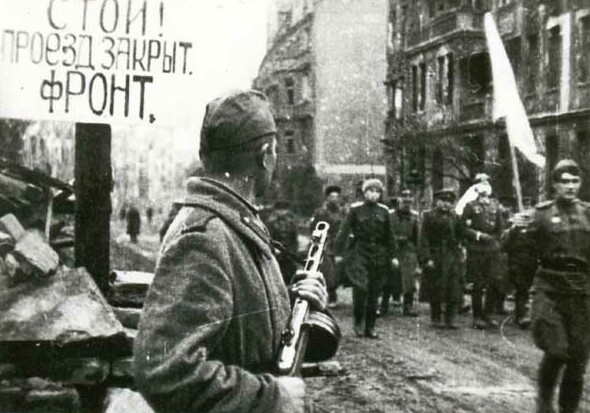
Delegația germană de negociere a capitulării orașului Breslau la 6 mai 1945

După război, Ahlfen a scris mai multe cărți. În timpul cât a fost profesor la Academia Militară din Berlin el a scris manualul Dienst bei den Pionieren (Verlag Detke, Leipzig 1937), despre activitatea desfășurată de trupele de pionieri. La începutul anilor 1950 el a publicat mai multe lucrări teoretice despre acțiunile militare ale pionierilor. În afara acestor lucrări teoretice Ahlfen a mai scris cărți despre luptele desfășurate în zona orașului Breslau. Prima sa lucrare pe acest subiect a fost eseul Der Kampf der Festung Breslau, care a apărut în 1956 în revista Wehrwissenschaftlichen Rundschau. Un an mai târziu el a publicat memoriile sale despre acele lupte în cartea Der Kampf der Festung Breslau (Verlag Ernst Siegfried Mittler, 1957). În următorii câțiva ani, el a colaborat cu generalul Hermann Niehoff, succesorul său în postul de comandant al fortăreței Breslau, în prezentarea acestui subiect. În 1959 au publicat în comun cartea So kämpfte Breslau (Verlag Gräfe und Unzer, 1959), care a cunoscut un succes comercial major și a fost urmată un an mai târziu de o a doua ediție extinsă. În volumul Kampf um Schlesien (Verlag Gräfe und Unzer, 1961) Ahlfen a prezentat contextul mai larg al operațiunilor militare din 1945.
Generalul Ahlfen a murit la 11 septembrie 1966 în Oberndorf am Neckar, la vârsta de 69 de ani.

## Legături externe
- de Hans von Ahlfen în Catalogul Bibliotecii Naționale a Germaniei (Informații despre Hans von Ahlfen • PICA • Căutare pe site-ul Apper)